# Erwin Hilsky
Erwin Hilsky (* 12. März 1905 in Döhlen, Amtshauptmannschaft Dresden-Altstadt; † 6. März 1980 in Baienfurt) war ein deutscher Maler und Scherenschneider.

## Leben
Hilsky stammte aus dem Königreich Sachsen. Sein Heimatort schloss sich 1921 mit Deuben und Potschappel zur Stadt Freital zusammen. Er war nach Annaberg im Erzgebirge umgezogen und machte sich vor allem überregional mit Scherenschnitten einen Namen, die er sowohl von Personen als auch von Landschaften anfertigte. Sie wurden als Illustrationen in mehrere Veröffentlichungen, wie beispielsweise in die Zeitschrift Glückauf des Erzgebirgsvereins, aufgenommen. Seinen Lebensabend verbrachte er in Baienfurt bei Ravensburg.
Sein 1937 entstandenes Bildnis von Anton Günther befindet sich heute im Museum für Sächsische Volkskunst. 
Ein weiterer Teil seiner Werke, die in seinen späteren Lebensjahren entstanden, ist im Besitz der Kreissammlung Konstanz.